# 阿羅拉峰
45°59′28.87″N 7°27′18.33″E / 45.9913528°N 7.4550917°E

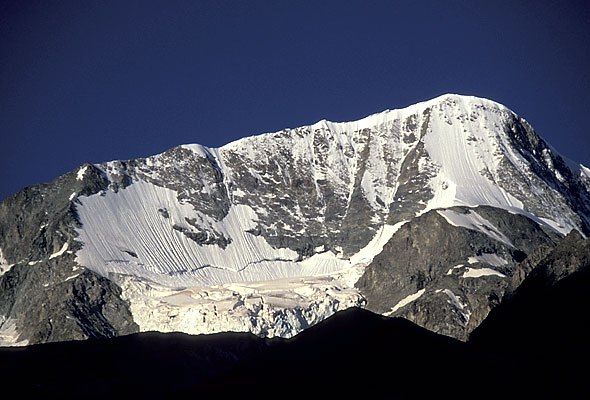

阿羅拉峰（Pigne d'Arolla），是瑞士的山峰，位於該國西南部，由瓦萊州負責管轄，屬於本寧阿爾卑斯山脈的一部分，海拔高度3,790米，人類在1865年7月9日首次登頂。